# Rasphuis

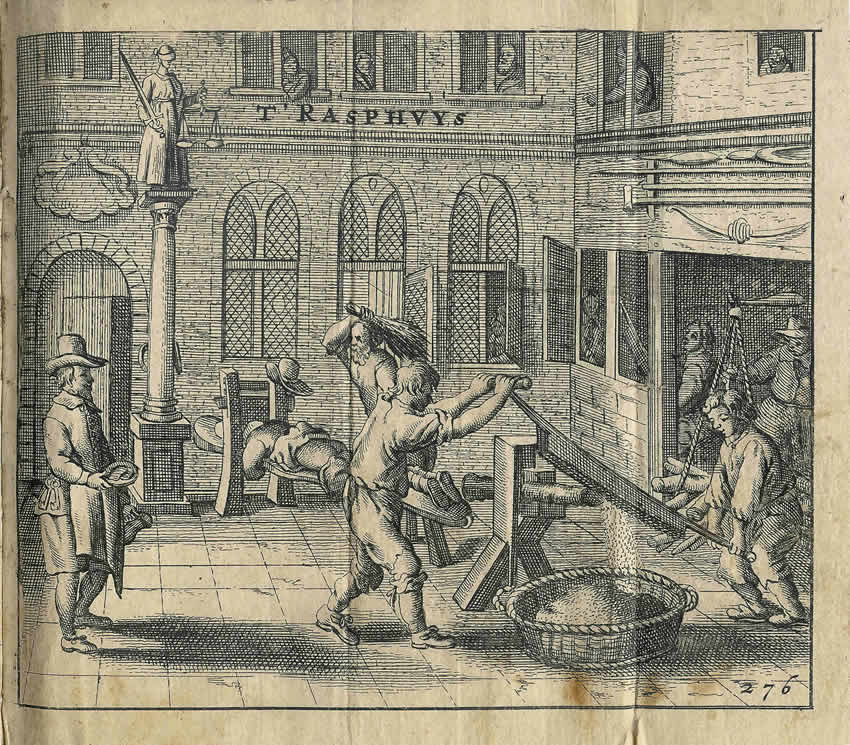
Rasphuis-Insassen beim Holzsägen und bei der Auspeitschung (1662)

Das Rasphuis in Amsterdam war das erste so genannte Zuchthaus in Europa. 1596 im vormaligen Klarissenkloster am Heiligeweg gegründet, wurde es 1815 aufgegeben und das Gebäude 1892 abgebrochen.
Später angegliedert wurde das secretes tuchthuis, in welches, nach Auffassung der Eltern, schwererziehbare Kinder geschickt wurden. Das Zucht- und Korrektionshaus für Frauen war das 1597 in Betrieb genommene Spinhuis (Spinnbetrieb).

## Geschichte
Nachdem der 16-jährige Evert Jansz nach der Marter durch den Scharfrichter gestanden hatte, seinen Chef bestohlen zu haben, entschloss man sich am 19. Juni 1589, basierend auf den Ideen von Cornelis Pietersz Hooft und Dirck Volkertszoon Coornhert, zur Gründung des Zuchthauses. Das Rasphuis, das erste dieser Art in Europa, war vornehmlich für Bettler und jugendliche Kleinkriminelle gedacht. Das Leben im Zuchthaus wurde durch drei Grundregeln geprägt:
1. Die Verwaltung konnte in einem gewissen Rahmen direkten Einfluss auf die Dauer der Aufenthaltszeit der Insassen nehmen. Durch gutes Betragen konnte die Haftzeit gemindert werden, durch schlechtes Betragen konnte sie sich erhöhen. Bereits im Urteil konnte dieser Ermessungszeitraum definiert werden.
2. Die Insassen waren zur Arbeit verpflichtet, diese wurde gemeinschaftlich abgeleistet. Für diese von den Insassen verrichtete Arbeit wurden sie, je nach Arbeitspensum, entlohnt.
3. Es gab einen auf die Minute geregelten Tagesablauf.

In einer Zelle fanden bis zu zwölf Häftlinge Platz, geschlafen wurde zu zweit oder zu dritt in einem Bett. Die Haft in einer Einzelzelle fand lediglich als zusätzliche Bestrafung Anwendung.
Zeitweilig war es das berühmteste Haus Hollands: Seine Bewohner, verurteilte Delinquenten, wurden zu leichten Arbeiten herangezogen und konnten beinah jederzeit von jedermann besichtigt werden. Es erhielt seinen Namen von dem brasilianischen Rotholz, das die Insassen zwecks weiterer Verarbeitung zersägen („raspeln“) mussten. Das dabei gewonnene Brasilin diente zur Färbung von Textilien. Für diejenigen, die nicht arbeiten wollten, gab es einen Kellerraum, der sich fluten ließ. Der Gefangene hatte eine Handpumpe und damit die Wahl zu pumpen oder zu ertrinken.
Obwohl das Rasphuis seit 1602 das Privileg des Hartholzraspelns hatte, konnten, entgegen der zeitgenössischen Literatur, welche die besondere Wirtschaftlichkeit des Zuchthauses hervorhob, die Einnahmen nicht die Kosten decken. Es wurde – durch strenge Überwachung, geistliche Seelsorge und ein System von Verboten und Verpflichtung – versucht, die Häftlinge zu einem guten Lebenswandel zu erziehen. Der französische Philosoph Michel Foucault erkannte in der Misshandlung des Körpers zum Zwecke der Zügelung des Geistes einen totalitär beherrschenden Kontrollapparat.
Ein permanenter Blick von außen erzeugte eine völlig neuartige Form der Unterhaltung, die aber auch sofort europaweit Kritik hervorrief: Man klagte, dass die armen Menschen „wie Tiere zur Schau gestellt“ würden. Dahinter stand ein teils aus dem Humanismus, teils aus dem Calvinismus stammendes moralisches Konzept: Scham sollte der erste Weg zur Besserung sein.
Das Rasphuis war das Vorbild für weitere damals gegründeten Zuchtanstalten, die seine Prinzipien weiterentwickelten. Über die norddeutschen Hansestädte breitete sich die Idee der Zuchthäuser Anfang des 17. Jahrhunderts über ganz Deutschland aus.
In Gent wurde 1775 ebenfalls ein Zuchthaus gegründet, in dem Gefangene Rotholz raspeln mussten. Dieses wurde daher vom Volksmund ebenfalls Rasphuis genannt.